# Phare Ylliam
Le phare Ylliam est un phare de Suisse situé sur le Léman, à l'embouchure de la rade de Genève, sur la commune de Cologny.

## Histoire

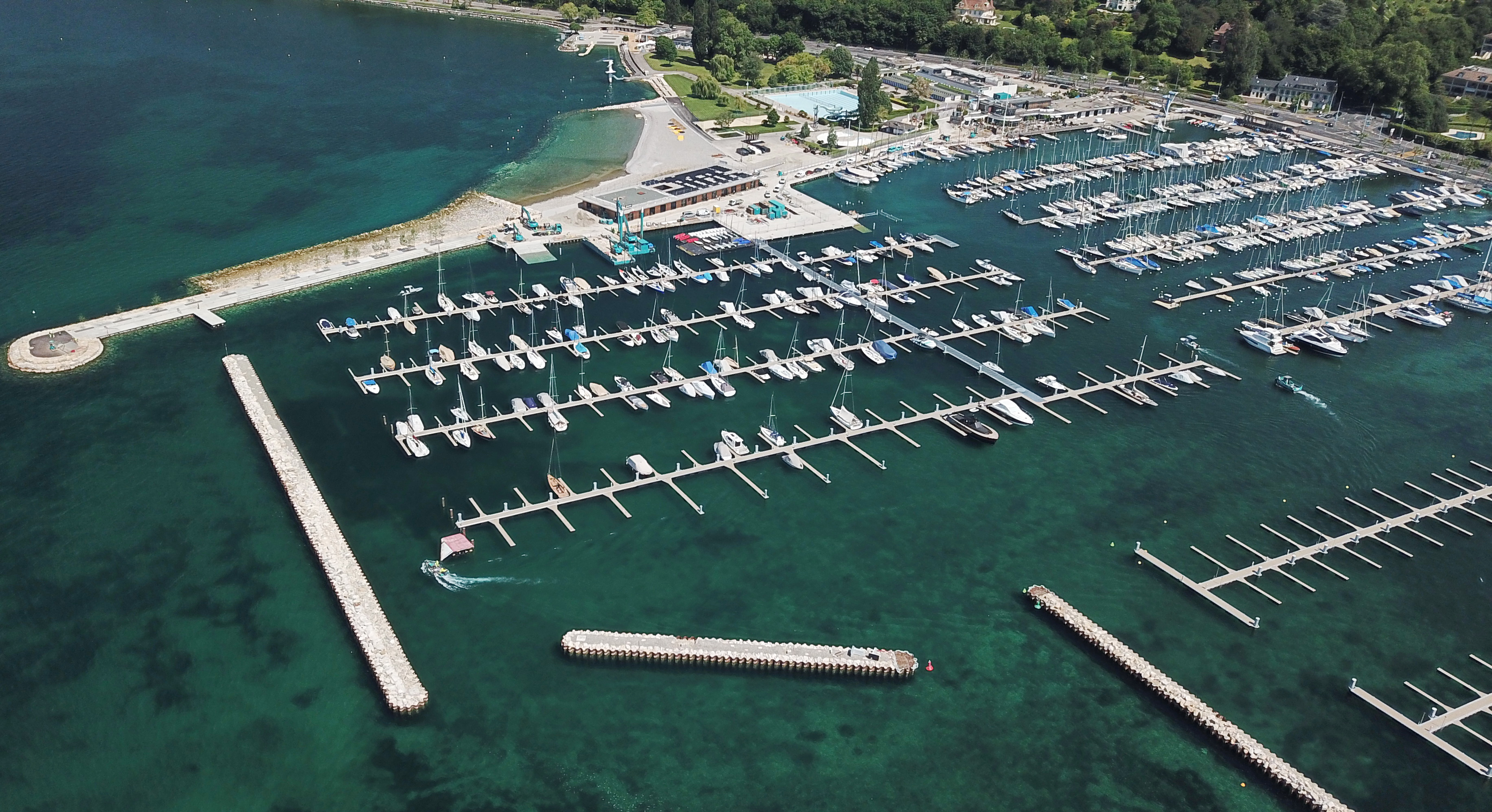
Vue aérienne en 2020 du port de La Nautique avec à gauche la jetée nord à l'extrémité de laquelle est érigé le phare Ylliam.

La construction d'un phare à l'entrée de la rade de Genève, en rive gauche du Léman, face à celui des Pâquis, est décidée dans le cadre du réaménagement de la rade débutée en 2017. Il fait l'objet d'un concours international d'architectes et est intégralement financé sous la forme d'un mécénat par Pierre-Yves Firmenich, passionné de voile et qui a pu donner au phare le nom de sa flotte personnelle de navires de plaisance,,. Sa construction débute le 1er octobre 2024 et son inauguration a lieu le 6 mai 2025.
Il est le premier phare construit sur les bords du Léman depuis celui des Pâquis érigé en 1894.

## Architecture
Le phare est érigé à l'extrémité de la jetée nord du port de la Société nautique de Genève, à 374 mètres d'altitude. Sa base est constituée d'un bâtiment sur lequel est érigé une structure tubulaire maintenue par des câbles,. Le tube permet la descente manuelle de la lanterne pour son entretien,. Outre la lanterne, il comporte également à son sommet un poste d'observation destiné à servir durant des régates. Dans la base du phare se trouvent des bureaux de la Société nautique de Genève. L'ensemble fait 21 mètres de hauteur, soit la même que le phare des Pâquis auquel il fait face,,.
La structure câblée est de type hyperboloïde, inspirée des travaux de l'ingénieur russe Vladimir Choukhov qui s'est intéressé aux bâtiments hyperboloïdes au début du XXe siècle.